# Řež
Řež je vesnice, část obce Husinec v okrese Praha-východ. Leží v meandru Vltavy na jejím pravém břehu, asi 12 km severně od okraje Prahy, ve Středočeském kraji.
Husinec a Řež tvoří dohromady jediné katastrální území Husinec u Řeže, vesnice Husinec leží v téměř souvislém pásmu zástavby východně od Řeže. Většina zástavby obce Husinec i její obecní úřad jsou dnes na území Řeže. V severní části obce je rozsáhlý areál společnosti ÚJV Řež, a. s. v němž se nachází řada firem a institucí např. Centrum výzkumu Řež a Ústav jaderné fyziky Akademie věd České republiky, k nimž vede lávka od železniční zastávky Řež. V Řeži je pošta a kaple sv. Václava.

## Historie
Řež je poprvé uváděna v listině krále Vratislava I. z roku 1088 pro Vyšehradskou kapitulu, jíž měl darovat mimo jiné ves Raseh. V další listině, tentokrát falsu darovací listiny pro klášter sv. Jiří k roku 1227, se uvádí vedle Husince pod názvem Rese. Počátkem 15. století se ves uváděla ve tvaru Rzezy. V roce 1556 byl svědkem ve sporu o hranice nad rybníky Suchdolskými jakýsi Václav Knotek z Řezí. V urbáři kláštera sv. Jiří z roku 1631 je název ve formě Rzezj.
Místní jméno Řež bývá vysvětlováno ze slova řež, tj. řezanice, pračka, přičemž kolísalo mezi jednotným a množným číslem, jak je vidět na nejstarším dokladu (latinský přepis spojení v Řažech). Může se však jednat též o praindoevropské pojmenování místa v řece, kde je „řezána“ voda.
Historické osudy Řeže byly spjaty s Husincem. Od roku 1227 patřily klášteru sv. Jiří, v 16. století patřily ke statku Roztoky, poté na nějakou dobu zase klášteru sv. Jiří.
Od roku 1850 byla Řež osadou obce Husinec v okrese Karlín, v letech 1869–1919 byl Husinec i s Řeží osadou obce Klecany, v roce 1919 se odloučily jako obec s názvem Husinec-Řež.
Na konci roku 2008 byly v celé obci po roku a půl shromažďování návrhů pojmenovány ulice.

## Vývoj počtu obyvatel
| Rok            | 1843 | 1890 | 1910 | 1930 | 1950 | 1970 | 1991 |
| Počet obyvatel | 41   | 52   | 47   | 276  | 386  | 361  | 694  |